# Écomusée des mines de fer de Lorraine
L’écomusée des mines de fer de Lorraine propose une immersion souterraine dans le cadre de vie et de travail des mineurs de fer lorrain de 1820 à nos jours.

## Histoire
La création de cet écomusée est née de la volonté de préserver le patrimoine industriel riche de la Moselle. En effet, depuis 1970 les mines en activités du bassin ferrifère lorrain disparaissent les unes après les autres.
En 1983, la commune de Neufchef décide de créer le musée des mines de fer de Lorraine. L’objectif est de représenter l’histoire de l’extraction du minerai de fer, de ses origines à nos jours, dans le cadre du monde souterrain de la mine. Les documents, les archives, et les objets miniers sont également présentés au public.
Le musée est décomposé en deux sites : celui de Neufchef et celui d’Aumetz.
L’ensemble des installations est ouvert depuis le 30 juin 1989. Le musée bénéficie du label officiel français Musée de France et fait partie du réseau des Grands sites de Moselle.

## Le site de Neufchef
Le site de Neufchef offre un parcours souterrain de 1,5 km de véritables galeries retraçant le travail des mineurs de fer lorrains de 1820 à nos jours selon trois grandes époques : la mine ancienne, la mine à air comprimé et la mine moderne. La visite se déroule accompagnée d’un guide, ancien mineur. La projection d’un film présente l’histoire des mines de fer de Lorraine et la visite se poursuit par une première salle retraçant l’histoire du fer, de la géologie et de la sidérurgie à l’aide de maquettes interactives. Une seconde salle évoque le métier de mineur en présentant les différentes tâches de la profession. Une troisième et dernière salle évoque la vie sociale et familiale des mineurs dans les années 1950 à l’aide de scènes reconstituées.

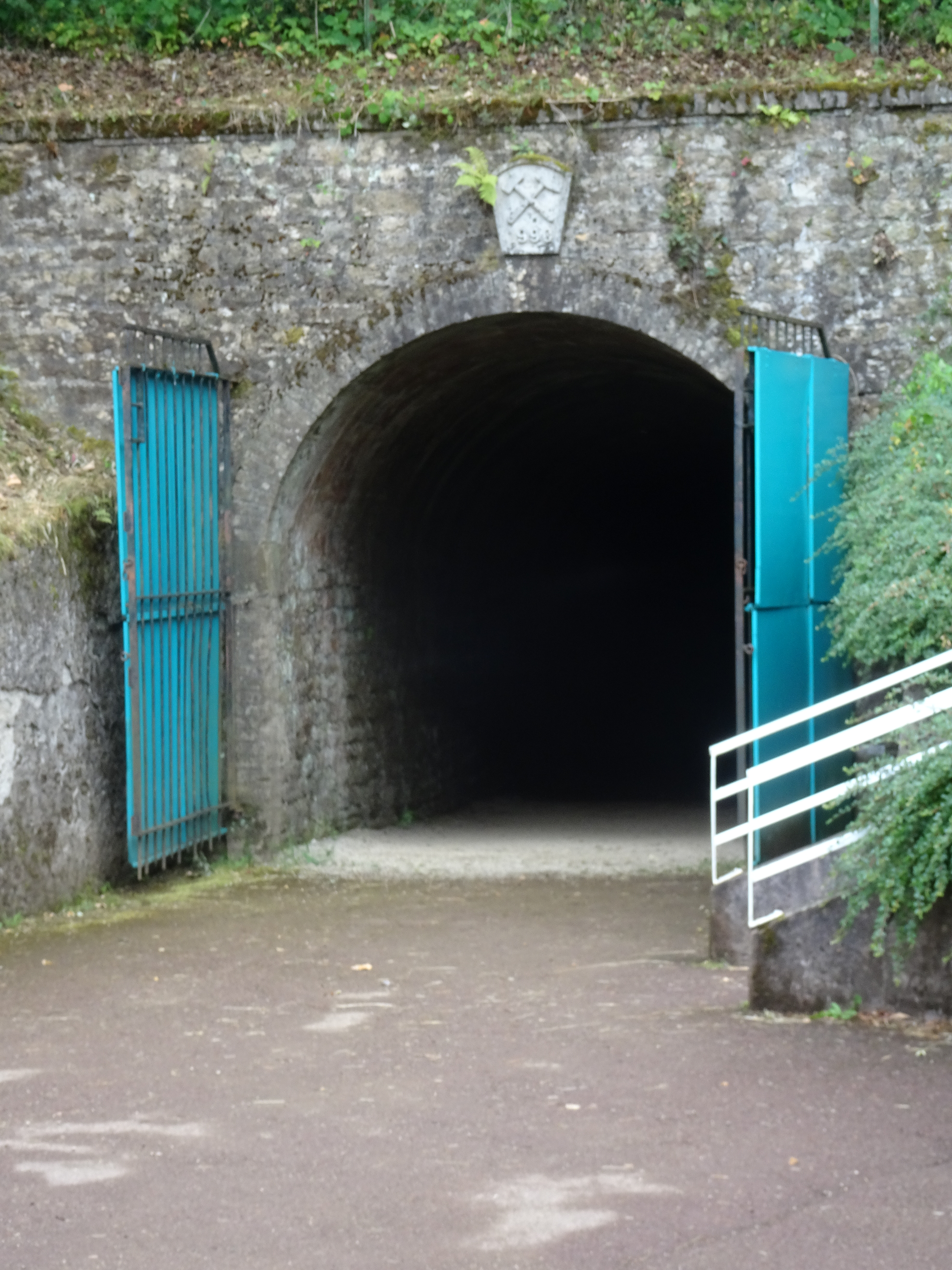
Entrée principale de la mine de Neufchef.
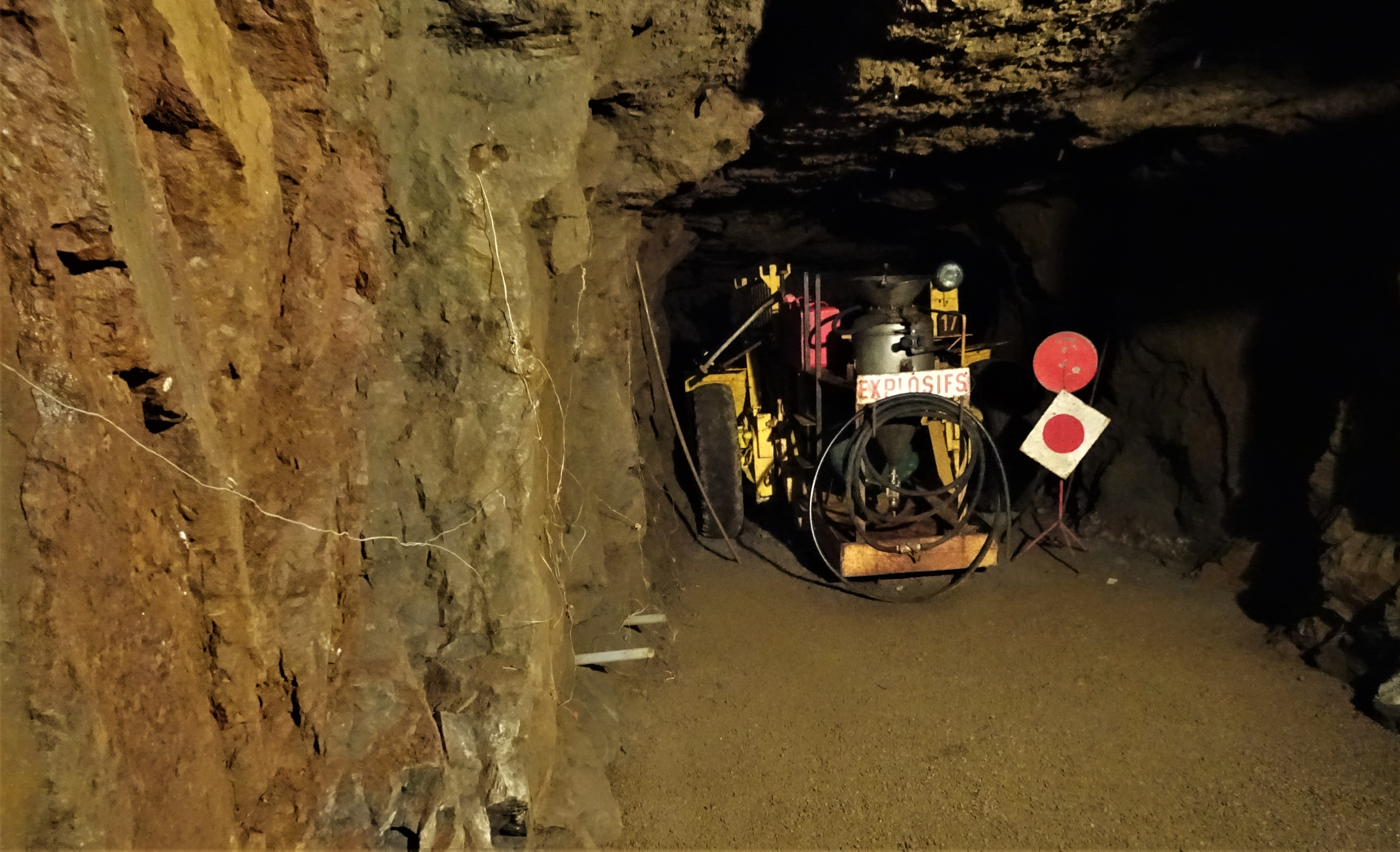
Mise en scène de l’abattage à l'explosif.
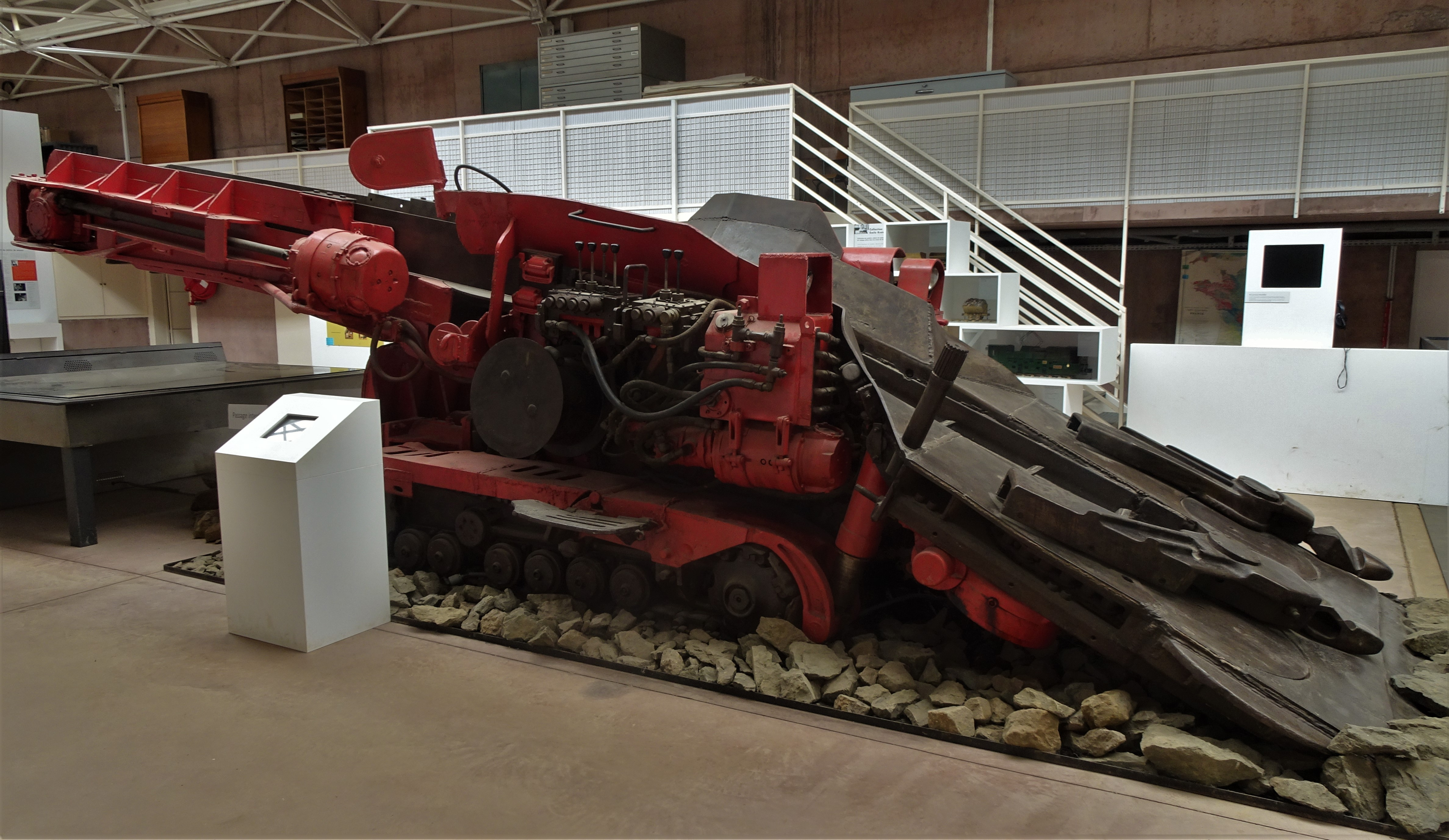
Machine de chargement exposée dans le musée.

## Le site d’Aumetz
Le site d’Aumetz présente une authentique machine d’extraction, commandant le mouvement des cages à l’intérieur du puits. Accueillant des collections uniques sur l’histoire des mines à puits, le site expose l’univers des explosifs miniers, les méthodes d’alimentation électrique dans les mines et l’équipement des forgerons. Une plateforme de chevalement, culminant à 35 mètres, offre un panorama du Pays-Haut, avec ses cités minières et ses fortifications de la ligne Maginot. Le chevalement et le bâtiment de la machine d'extraction font l'objet d'une inscription au titre des monuments historiques par arrêté du  4 avril 1995.

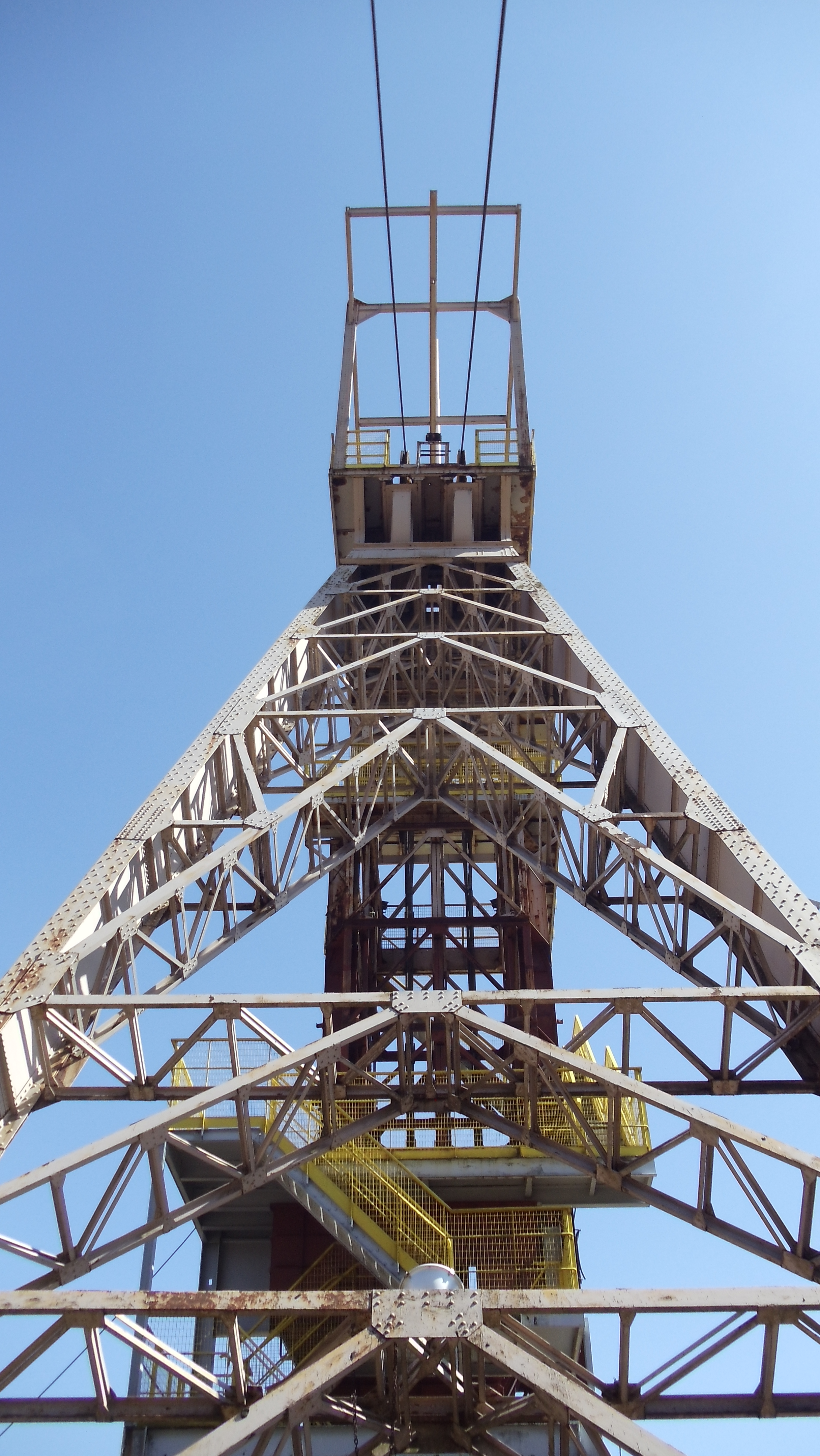
Le chevalement, vu d'en bas et de face.
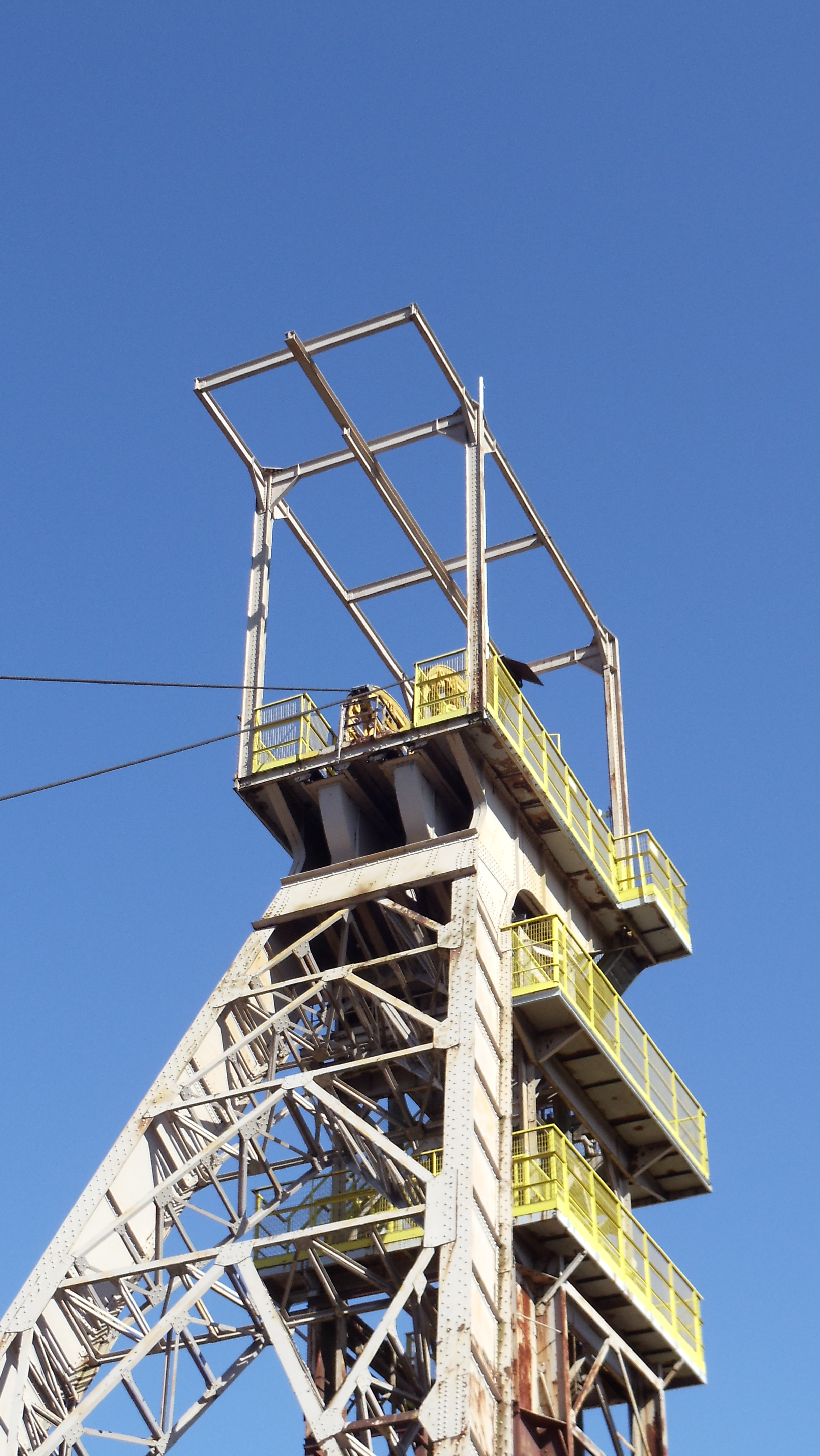
Le détail du haut du chevalement.
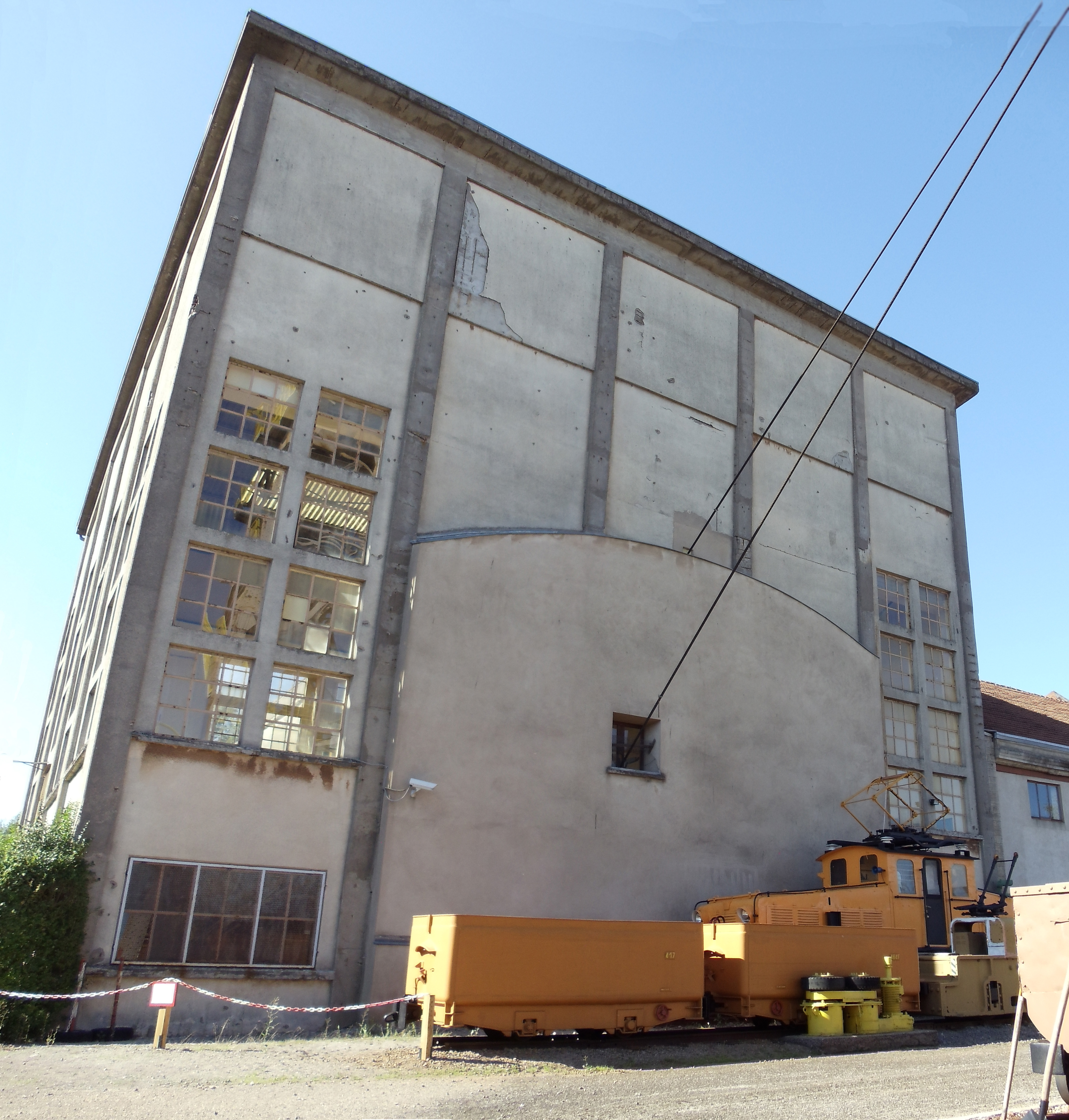
Vue extérieure du bâtiment des machines.